# Jan Machač (kněz)
Jan Machač (1. června 1915, Horní Lideč – 9. května 2009, Praha) byl římskokatolický kněz, který působil v letech 1971 až 2002 jako duchovní správce ve farnosti u kostela sv. Matěje v Praze-Dejvicích.
V 50. letech byl odsouzen za velezradu a špionáž, v různých věznicích včetně pracovního tábora v jáchymovských uranových dolech strávil sedm let. Dalších osm let pak pracoval jako dělník.

## Studium a první léta kněžství
Rodák z Horní Lidče, pokřtěný 2. června 1915 v kostele sv. Kateřiny v Lidečku. Narodil se jako druhý z pěti dětí do rodiny mlynáře. Vystudoval měšťanskou školu ve Valašských Kloboukách a poté reálné gymnázium ve Vsetíně.
Po maturitě v roce 1938 nastoupil do kněžského semináře v Praze-Dejvicích, který se po obsazení seminární budovy Wehrmachtem v roce 1939 přestěhoval do arcibiskupského zámku v Dolních Břežanech, a svá studia dokončil v roce 1943. Kněžské svěcení získal 30. května 1943 v pražské katedrále sv. Víta.
V následujících letech byl farním vikářem nejprve v Dolní Bělé (odkud navíc spravoval farnost Krašovice) a od roku 1944 v Plzni. V roce 1946 odešel do Chebu, kde působil jako farář a správce chebského a po určitou dobu také sokolovského vikariátu.

## Politickým vězněm komunistického režimu
Dne 8. září 1949 byl zatčen a po několika týdnech propuštěn. V roce 1951 byl kvůli nebezpečí zatčení přeložen do Bochova, avšak v listopadu 1951 byl přesto znovu zatčen a v srpnu 1952 odsouzen za velezradu a špionáž. Ve vězení strávil sedm let, a to ve vazební věznici Ruzyně, ve věznicích Valdice, Mladá Boleslav a Bory a v pracovním táboře u Jáchymova.
| „            | Kriminál byl strašný. Neustálé samotky, pořád jsme museli chodit, bylo velmi málo jídla, časté výslechy, nedostatek spánku, zima… Sílu mi dodávala víra a pravidelné modlitby, které jsem konal před křížkem vyrytým ve stěně samotky. | “ |
| — Jan Machač | |   |

Po propuštění (30. listopadu 1958) pracoval u cirkulárky jako dělník v nábytkářské továrně TON v Bystřici pod Hostýnem a po udělení tzv. státního souhlasu pro výkon kněžské služby v roce 1966 byl ustanoven do farnosti v Gottwaldově-Malenovicích.

## Farářem u sv. Matěje

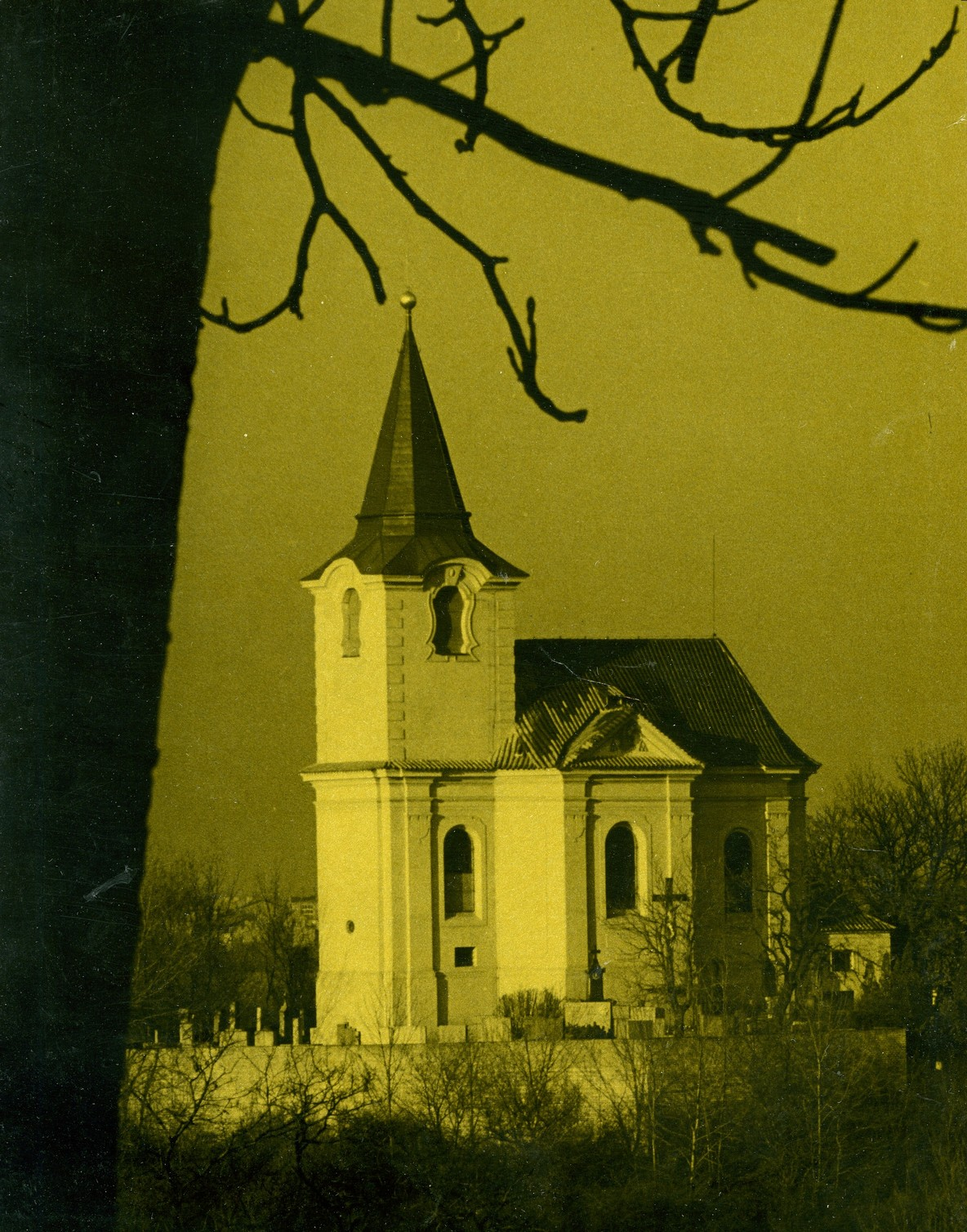
Kostel sv. Matěje, kde mons. Jan Machač působil řadu let jako farář

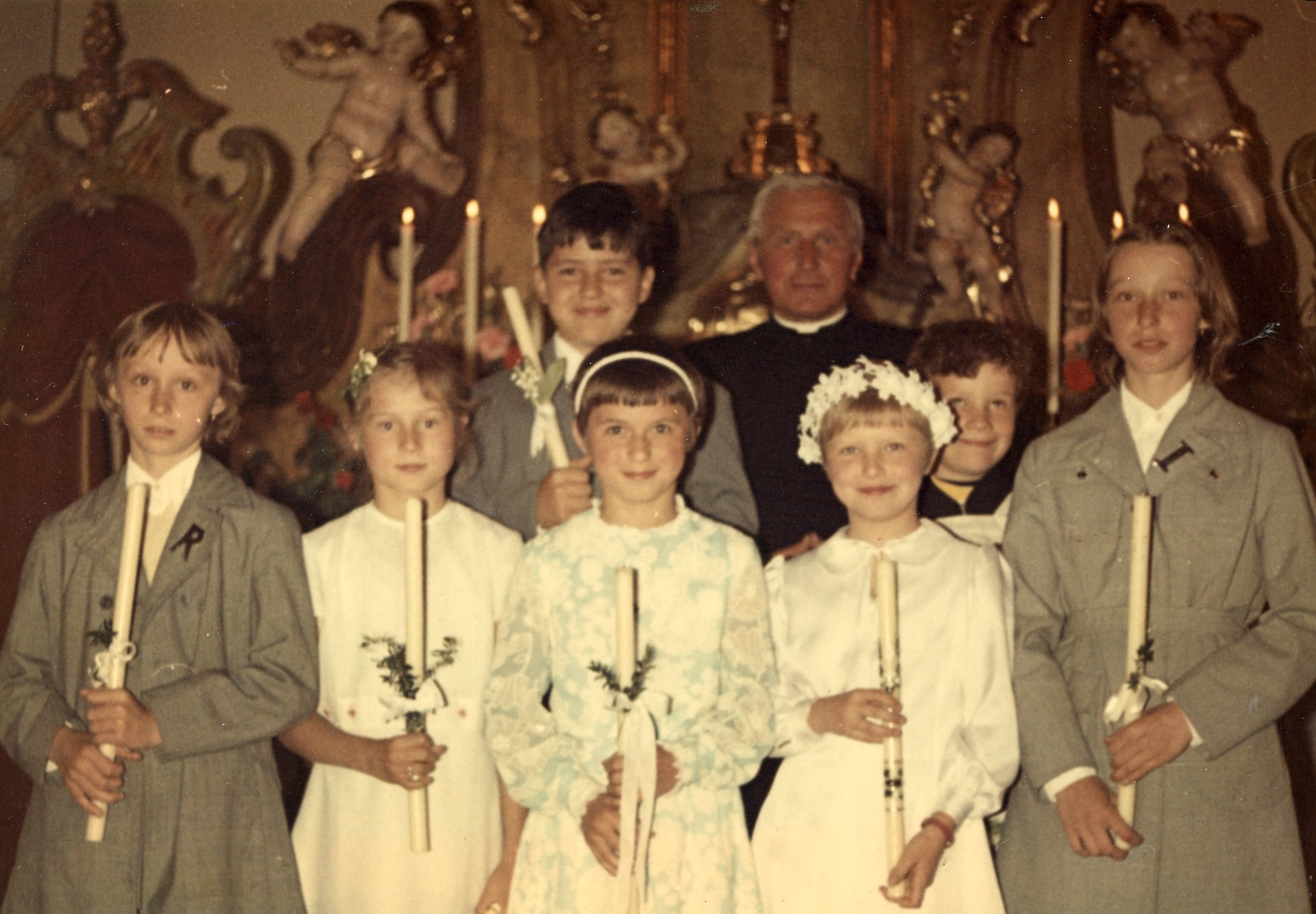
Jan Machač s dětmi u prvního svatého přijímání 24. června 1973 v dejvickém kostele sv. Matěje

V letech 1968 až 1971 pracoval jako personální referent na pražském arcibiskupství, na starosti měl překládání kněží. Poté od 1. prosince 1971 působil jako administrátor a později farář u kostela sv. Matěje. Tuto farnost proslavil perníkovými jesličkami, které se v kostele vystavují od roku 1972. Na počátku této tradice stál dárek v podobě malovaných perníčků z rukou akademické malířky Heleny Horálkové.
V roce 1998 obdržel čestný titul kaplan Jeho Svatosti. K 1. červenci 2002 odešel na odpočinek, avšak občas sloužil mše v klášterním kostele sv. Václava, u něhož bydlel. Po odchodu z funkce faráře byl administrátorem dejvické farnosti jmenován Karel Kočí (v té době zvaný řádovým jménem Metoděj). Po něm byla správa farnosti dlouhodobě svěřena Kongregaci misionářů synů Neposkvrněného srdce blahoslavené Panny Marie (lidově „klaretiánům”).
Během působení mons. Machače ve farnosti u kostela sv. Matěje vzešlo z této farnosti deset novokněží: Petr Antoš, Pavel Boukal, Jan Kotas (vysvěcen 1995), René Milfait (vysvěcen 1996), Michael Špilar (vysvěcen 1996), Jan Houkal (vysvěcen 2002), Michal Němeček (vysvěcen 2002), Ondřej Salvet (vysvěcen 2002), Matúš Kocian (2006) a Pavel Sandtner (vysvěcen 2007).

## Smrt

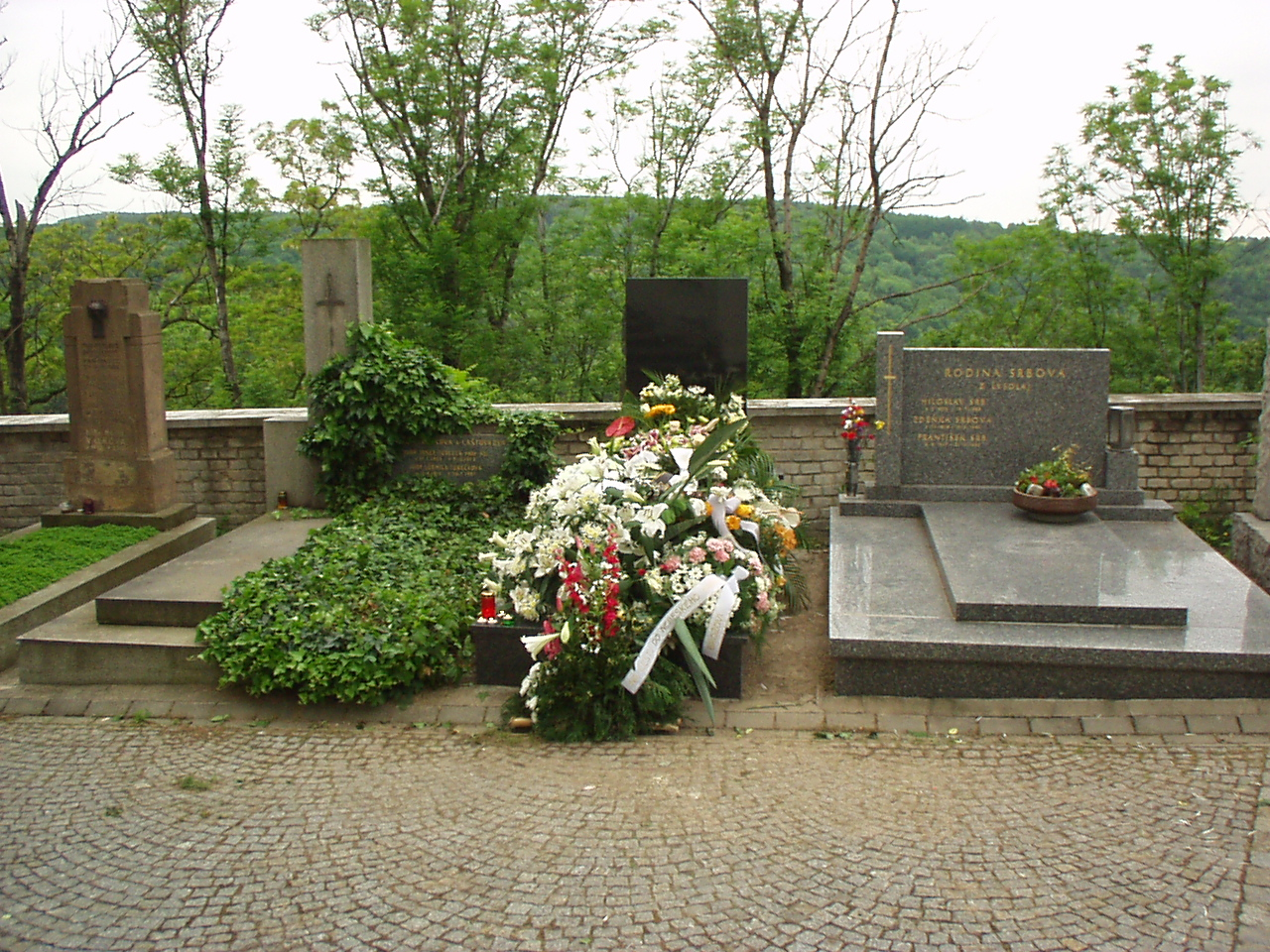
Hrob mons. Jana Machače den po jeho pohřbu

Páter Machač zemřel 9. května 2009 ve věku 93 let. Poslední rozloučení s ním při mši v pražské katedrále sv. Víta, Václava a Vojtěcha a uložení jeho těla do hrobu na Šáreckém hřbitově u kostela sv. Matěje se uskutečnilo na svátek svatého Matěje 14. května 2009. Jeho hrob se nachází na severozápadním okraji hřbitova, téměř naproti vchodu do kostela.